# Janko Oprešnik
Janko Oprešnik (vzdevek "Zumba"), slovenski alpinist, * 1964.
Je gorski vodnik, član mednarodne zveze združenja gorskih vodnikov (IFMGA) in član združenja gorskih vodnikov Slovenije (ZGVS). 
Preplezanih ima več kot 1500 alpinističnih vzponov doma in v tujini ter 489 prvenstvenih smeri. Je tudi gorski reševalec in alpinistični inštruktor.

## Priznanja
- status športnika z državnim in mednarodnim razredom
- nosilec naslova najboljšega alpinista leta v Sloveniji
- nosilec naslova najboljšega športnika leta v občini Zreče
- bronasti častni znak PZS
- več priznanj za delo v planinstvu in alpinizmu

## Alpinistične odprave
- Lobuche - Nepal, Himalaja
- Kusum Kanguru - Nepal, Himalaja
- Anapurna I. - Nepal, Himalaja
- Cho Oju - Tibet, Himalaja
- Cholatse - Nepal, Himalaja
- Pumori-Himalaja
- Andi-Coldiliera blanca